# Kindia
Kindia är en regionhuvudort i Guinea.   Den ligger i prefekturen Kindia och regionen Kindia Region, i den västra delen av landet, 110 km nordost om huvudstaden Conakry. Kindia ligger 415 meter över havet och antalet invånare är 117 062.
Terrängen runt Kindia är kuperad åt nordost, men åt sydväst är den platt. Runt Kindia är det ganska glesbefolkat, med 43 invånare per kvadratkilometer. Det finns inga andra samhällen i närheten. I omgivningarna runt Kindia växer huvudsakligen savannskog.